# Éric Caritoux

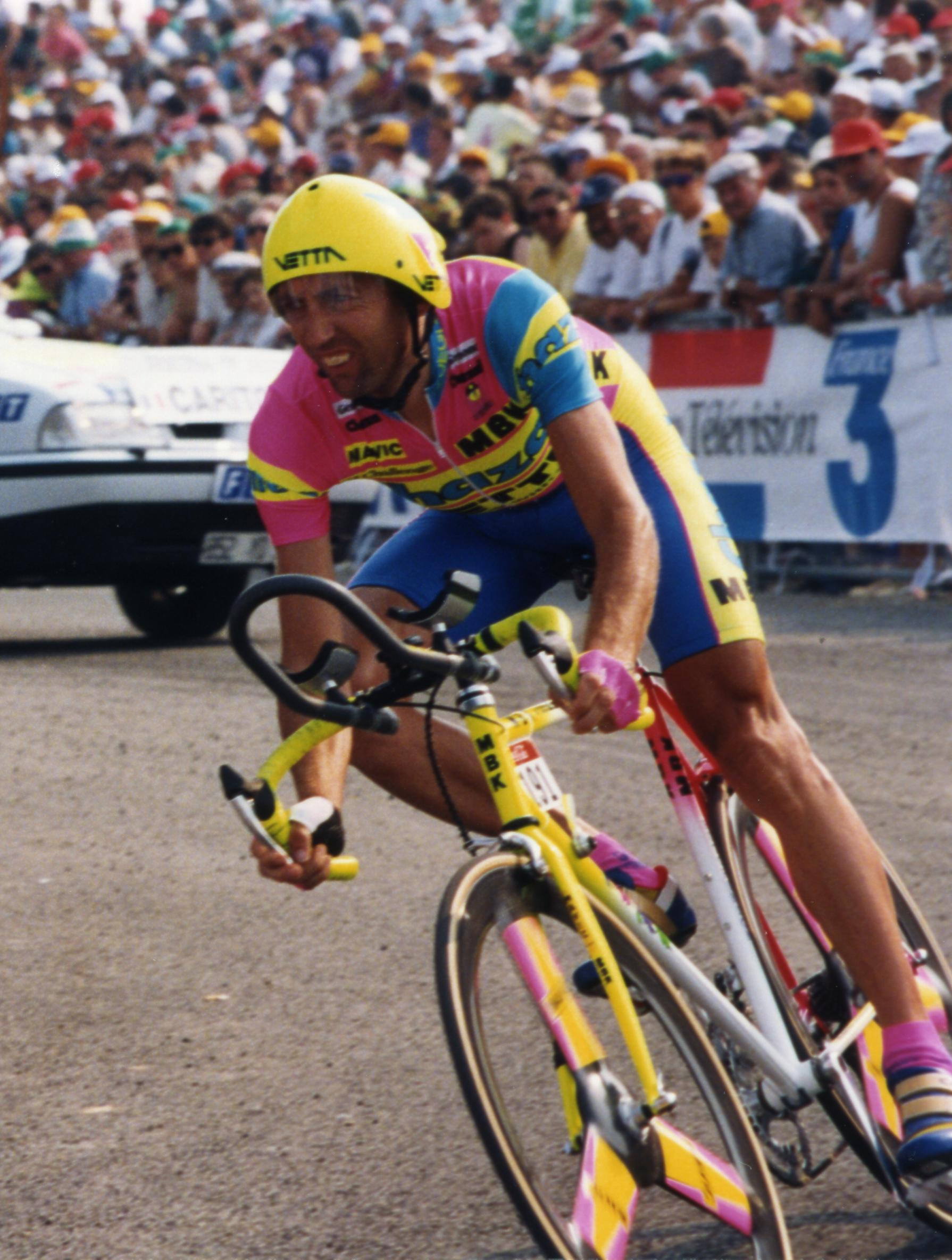
Éric Caritoux lors du prologue du Tour de France 1993

Éric Caritoux, né le 16 août 1960 à Carpentras, est un coureur cycliste français, professionnel de 1983 à 1994. Il est Champion de France sur route en 1988 et 1989 et vainqueur du Tour d'Espagne 1984.

## Biographie
Né à Carpentras, Éric Caritoux réside à Flassan, village à proximité du mont Ventoux.
Il commence le cyclisme au niveau cadet première année et fait toute sa carrière d'amateur au CC Carpentras, le seul club où il a été licencié.
En 1982, il participe en tant qu'amateur au Tour du Vaucluse où il a des professionnels comme adversaires. Il remporte la quatrième étape disputée en contre-la-montre et qui se termine au chalet Reynard et devance de 2 minutes Laurent Fignon, ce qui lui permet de remporter le classement général de l'épreuve,. Fignon reproche à Caritoux d'avoir profité de l'aspiration provoquée par des motos. Cette victoire amène Jean de Gribaldy à faire passer Caritoux professionnel en cours d'année 1982, métier qu'il cumule avec celui de vigneron,. Il remporte à nouveau le contre-la-montre du Tour du Vaucluse. Il participe au Tour de France en ayant un rôle d'équipier en montagne pour Sean Kelly.
Caritoux remporte en 1984 le Tour du Haut-Var, puis la quatrième étape de Paris-Nice qui se termine au chalet Reynard,. Lors de cette étape, Robert Millar s'échappe initialement du groupe des favoris. À deux kilomètres de l'arrivée, Caritoux fait de même, rejoint Millar avant de le devancer à l'arrivée,. Son leader Kelly remporte ensuite le classement général de la « course au Soleil ». Son équipe doit être au Tour d'Espagne avec Kelly en chef de file mais celui-ci renonce, amenant Jean de Gribaldy à déclarer forfait. Cependant, les organisateurs de la Vuelta refusent cette hypothèse et annoncent être prêts à recourir à des pousuites judiciaires, ce qui pousse Gribaldy à aligner une formation et demander à Caritoux de venir au départ de l'épreuve deux jours avant son lancement,. Il est alors chef de file d'une équipe dont la seule motivation au départ de la Vuelta est d'être présente, les dirigeants affirmant : « le résultat n'est pas important ». Au sein d'une formation qui voit quatre de ses coureurs abandonner très rapidement, Caritoux remporte tout d'abord la septième étape qui se dispute en montagne et se termine à Rasos de Peguera. Lors de la douzième étape qui se termine aux lacs de Covadonga, il contre en compagnie de Reimund Dietzen une attaque du favori espagnol Alberto Fernández. Dietzen s'impose, Caritoux prend quelques secondes à Fernández et profite du recul du leader Pedro Delgado pour prendre la tête du classement général,. Il bénéficie du soutien inattendu de Francesco Moser lors de la dernière étape de montagne pour revenir sur une attaque de Delgado. À la lutte pour la victoire finale avec Fernández, Caritoux subit l'hostilité du public espagnol mais parvient à rester en tête du classement général à l'issue du dernier contre-la-montre et s'impose à Madrid avec 6 secondes d'avance, le plus faible écart sur un grand tour entre un lauréat et le deuxième,,. Caritoux déclare en 2009 que la direction de l'équipe de Fernández a tenté « d'acheter » la victoire à Caritoux et ses coéquipiers, ce que tous ont refusé. Il participe ensuite au Tour de France en tant qu'équipier de Kelly et termine 14e d'une édition remportée par Fignon.
Malgré cette victoire sur la Vuelta, Caritoux reste dans l'ombre en France de coureurs tels que Bernard Hinault ou de Laurent Fignon, double vainqueur en titre du Tour de France.
L'année suivante, Caritoux est sixième du Tour d'Espagne. En octobre 1985, Caritoux est annoncé rejoignant un projet de création d'équipe initié par un homme d'affaires bordelais qui prétend être sponsorisé par la chaîne de télévision américaine ABC. Ce projet se révèle être une escroquerie menée par l'homme d'affaires et l'équipe n'est jamais créée,. Caritoux rejoint la formation Fagor en 1986.
Il est champion de France sur route le 25 juin 1988. Cette épreuve est marquée par la rivalité entre les équipes Système U et Toshiba, respectivement ancienne équipe et équipe actuelle du tenant du titre Marc Madiot. Caritoux fait la différence par une attaque dans la dernière difficulté et s'impose devant Madiot.
Il récidive en 1989. En l'absence de son leader Charly Mottet, il accompagne une attaque de Laurent Bezault à 5 kilomètres de l'arrivée avant de le battre au sprint à Montluçon.
Sur quinze participations aux trois grands Tours, il n'a abandonné la course qu'à deux reprises (en 1989 à la Vuelta et en 1990 au Tour de France).
En 1990, Caritoux, en compagnie de 14 autres coureurs, est cité à comparaître devant le tribunal correctionnel de Paris dans le cadre d'une affaire concernant un trafic d'amphétamines lors des Six jours de Bercy 1986. Deux coureurs, Dietrich Thurau et Franck Clemente, sont condamnés à une amende. Les autres sont « relaxés ou dispensés de peine ». Les organisateurs de la filière, anciens coureurs ou médecin, sont condamnés à des peines de prison. Selon Willy Voet, Caritoux « n'utilisait rien » lors de sa victoire sur la Vuelta.
Depuis 1995, Éric Caritoux est viticulteur au pied du Mont Ventoux. En parallèle, il est chargé de relations publiques pour ASO ou des marques qui sponsorisent les courses cyclistes,.
Reconnu avant tout pour ses qualités de grimpeur, il n'est pas mauvais rouleur et effectue principalement un travail d'équipier. Vivant à proximité immédiate du mont Ventoux, la montée lui sert de route d'entraînement et sa connaissance du parcours lui est profitable en course, en témoignent plusieurs succès obtenus dans sa carrière sur cette montée.
Il a une fille, Kim, qui participe à des courses cyclistes au cours de son adolescence.

## Palmarès et classements mondiaux

### Palmarès amateur
- Amateur
  - 1975-1982 : 45 victoires
- 1979
  - Grimpée Romette-Chaillol
- 1982
  - Circuit du Cantal
  - Tour du Vaucluse :
    - Classement général
    - 4e étape (contre-la-montre)

### Palmarès professionnel
| - 1982 - 3e du Tour de Lorraine - 1983 - Grand Prix d'Aix-en-Provence - 4eb étape du Tour du Vaucluse (contre-la-montre) - 1984 - Tour du Haut-Var - 4e étape de Paris-Nice - Tour d'Espagne : - Classement général - 7e étape - 3e du Grand Prix de Plouay - 7e du championnat du monde sur route - 8e de Paris-Nice - 8e de Blois-Chaville - 1985 - 2e étape du Tour méditerranéen - 2e du Tour méditerranéen - 2e du Tour du Haut-Var - 2e du Grand Prix du Midi libre - 6e du Tour d'Espagne - 6e du Critérium du Dauphiné libéré - 7e de Paris-Nice - 1986 - Trophée des grimpeurs - 2e de Châteauroux-Limoges - 3e du Tour de Vendée - 4e du Grand Prix du Midi libre - 5e de Paris-Nice - 5e des Quatre Jours de Dunkerque - 9e du Critérium du Dauphiné libéré | - 1988 - Champion de France sur route - 7e du Critérium du Dauphiné libéré - 1989 - Champion de France sur route - 3e du Tour du Vaucluse - 7e du Critérium du Dauphiné libéré - 8e de Paris-Nice - 1990 - 3eb étape du Grand Prix du Midi libre - 2e du Grand Prix de la ville de Rennes - 3e du Tour d'Armorique - 1991 - Tour du Haut-Var - 3e de la Coppa Placci - 8e de Paris-Nice - 1993 - 2e étape du Tour de l'Ain - 2e du Tour de Berne - 3e du Trophée des grimpeurs - 6e du Critérium du Dauphiné libéré - 1994 - 9e du Critérium du Dauphiné libéré |  |

### Résultats sur les grands tours

#### Tour de France
12 participations
- 1983 : 24e
- 1984 : 14e
- 1985 : 34e
- 1986 : 20e
- 1987 : 23e
- 1988 : 18e
- 1989 : 12e
- 1990 : abandon (11e étape)
- 1991 : 17e
- 1992 : 37e
- 1993 : 37e
- 1994 : 22e

#### Tour d'Espagne
4 participations
- 1984 :  Vainqueur du classement général, vainqueur de la 7e étape,  maillot amarillo pendant 9 jours
- 1985 : 6e
- 1988 : 11e
- 1989 : non-partant (16e étape)

#### Tour d'Italie
1 participation
- 1987 : 21e

### Classements mondiaux
| Année          | 1984 | 1985 | 1986 | 1987 | 1988 | 1989 | 1990 | 1991 | 1992 | 1993 | 1994 | 1995 |
| -------------- | ---- | ---- | ---- | ---- | ---- | ---- | ---- | ---- | ---- | ---- | ---- | ---- |
| Classement UCI | ?    | 19e  | 25e  | 72e  | 55e  | 42e  | 112e | 87e  | 98e  | 132e | 146e | 305e |